# Liparis (poisson)
Pour les articles homonymes, voir Liparis.
Genre
Liparis est un genre de poissons téléostéens de la famille des Liparidae (limaces de mer, à ne pas confondre avec les mollusques nudibranches du même nom).

Habitants des fonds rocheux de la région néritique (= sublittorale), les liparis ressemblent à de gros têtards jaunâtres qui possèdent une ventouse sous le ventre.

## Espèces
- Liparis adiastolus (Stein, Bond et Misitano, 2003)
- Liparis agassizii (Putnam, 1874)
- Liparis alboventer (Krasyukova, 1984)
- Liparis antarcticus (Putnam, 1874)
- Liparis atlanticus (Jordan et Evermann, 1898) - limace atlantique
- Liparis bikunin (Matsubara et Iwai, 1954)
- Liparis brashnikovi (Soldatov in Soldatov et Lindberg, 1930)
- Liparis bristolensis (Burke, 1912)
- Liparis burkei (Jordan et Thompson, 1914)
- Liparis callyodon (Pallas, 1814)
- Liparis catharus (Vogt, 1973)
- Liparis chefuensis (Wu et Wang, 1933)
- Liparis coheni (Able, 1976) - limace de Cohen
- Liparis curilensis (Gilbert et Burke, 1912)
- Liparis cyclopus (Günther, 1861)
- Liparis dennyi (Jordan et Starks, 1895)
- Liparis dubius (Soldatov in Soldatov et Lindberg, 1930)
- Liparis dulkeiti (Soldatov in Soldatov et Lindberg, 1930)
- Liparis eos (Krasyukova, 1984)
- Liparis fabricii (Krøyer, 1847) - limace gélatineuse
- Liparis fishelsoni (Smith, 1967)
- Liparis florae (Jordan et Starks, 1895)
- Liparis frenatus (Gilbert et Burke, 1912)
- Liparis fucensis (Gilbert, 1896)
- Liparis gibbus (Bean, 1881) - limace marbrée
- Liparis grebnitzkii (Schmidt, 1904)
- Liparis herschelinus (Scofield)
- Liparis inquilinus (Able, 1973) - limace des pétoncles
- Liparis kusnetzovi (Taranetz, 1935)
- Liparis kussakini (Pinchuk, 1976)
- Liparis laptevi (Popov, 1933)
- Liparis latifrons (Schmidt, 1950)
- Liparis lindbergi (Krasyukova, 1984)
- Liparis liparis (Linné, 1766) - limace barrée
- Liparis maculatus (Krasyukova, 1984)
- Liparis marmoratus (Schmidt, 1950)
- Liparis mednius (Soldatov in Soldatov and Lindberg, 1930)
- Liparis megacephalus (Burke, 1912)
- Liparis micraspidophorus (Gilbert et Burke, 1912)
- Liparis miostomus (Matsubara et Iwai, 1954)
- Liparis montagui (Donovan, 1804)
- Liparis mucosus (Ayres, 1855)
- Liparis newmani (Cohen, 1960)
- Liparis niger (Soldatov et Lindberg, 1930)
- Liparis ochotensis (Schmidt, 1904)
- Liparis owstoni (Jordan et Snyder, 1904)
- Liparis petschiliensis (Rendahl, 1926)
- Liparis pravdini (Schmidt, 1951)
- Liparis pulchellus (Ayres, 1855)
- Liparis punctatus (Schmidt, 1950)
- Liparis punctulatus (Tanaka, 1916)
- Liparis quasimodo (Krasyukova, 1984)
- Liparis rhodosoma (Burke, 1930)
- Liparis rotundirostris (Krasyukova, 1984)
- Liparis rutteri (Gilbert and Snyder in Jordan et Evermann, 1898)
- Liparis schantarensis (Lindberg et Dulkeit, 1929)
- Liparis schmidti (Lindberg et Krasyukova, 1987)
- Liparis tanakae (Gilbert et Burke, 1912)
- Liparis tartaricus (Soldatov in Soldatov et Lindberg, 1930)
- Liparis tessellatus (Gilbert et Burke, 1912)
- Liparis tunicatiformis (Krasyukova, 1984)
- Liparis tunicatus (Reinhardt, 1836) - limace des laminaires
- Liparis zonatus (Chernova, Stein et Andriashev, 2004)